# Gears of War 4
Gears of War 4 o Gears 4 és un videojoc d'acció i shooter en tercera persona desenvolupat per The Coalition i distribuït per Microsoft llançat l'11 octubre 2016 per Xbox One i Windows 10. És el primer videojoc de la saga del qual és propietari Microsoft i el primer per la seva consola de vuitena generació. El 15 de juny de 2015, en la conferència de l'Electronic Entertainment Expo, es va mostrar un "gameplay" de la mateixa sota el títol Gears 4, sent aquest un diminutiu, ja que en la pàgina web oficial figurava com Gears of War 4. Seqüela de Gears of War 3, afegeix nous personatges, enemics, armament i mecàniques de joc.